# Xã Hopewell, Quận Muskingum, Ohio
Xã Hopewell (tiếng Anh: Hopewell Township) là một xã thuộc quận Muskingum, tiểu bang Ohio, Hoa Kỳ. Năm 2010, dân số của xã này là 3.093 người.